# Tetralin
Tetralin (1,2,3,4-tetrahydronaftalen) je uhlovodík se vzorcem C10H12, odvozený od naftalenu jeho částečnou hydrogenací. Tato bezbarvá kapalina se používá jako rozpouštědlo dodávající vodík.

## Výroba a příprava
Tetralin se vyrábí katalytickou hydrogenací naftalenu.
Při této hydrogenaci lze použít více různých katalyzátorů, nejčastější jsou ty založené na niklu.
Další hydrogenací tetralinu se tvoří dekahydronaftalen (dekalin). Ojediněle může vznikat také 1,2-dihydronaftalen (dialin).

### Laboratorní příprava
Tetralin lze získat Darzensovou syntézou, která spočívá ve vnitromolekulární elektrofilní aromatické substituční reakci 1-aryl-pent-4-enu za přítomnosti koncentrované kyseliny sírové,

Darzensova syntéza tetralinu

## Použití
Tetralin slouží jako rozpouštědlo dodávající vodík, a to například ve výrobě syntetického benzinu; molekuly H2 hydrogenují uhlí, vzniklý produkt je poté lépe rozpustný.
Tato látka se také používá v rychlých reaktorech chlazených sodíkem jako sekundární chladivo, které udržuje sodík v pevném skupenství; z velké části byla ale nahrazena NaK.:s.24:30
Tetralin je také výchozí látkou při laboratorní přípravě bromovodíku:
C10H12 + 4 Br2 → C10H8Br4 + 4 HBr

## Bezpečnost
Tetralin vyvolává methemoglobinémii. LD50 (u krys, při ústním podání) činí 2,68 g/kg.